# Тико (футболист)
Роберто Мартинес Риподас (исп. Roberto Martínez Rípodas; род. 15 сентября 1976 года в Памплоне — испанский футболист, выступавший на позиции опорного и центрального полузащитника. Отличался креативностью и сильным ударом.

## Клубная карьера
Тико — воспитанник системы «Осасуны». После молодёжных клубов игрок провёл два сезона в ближайшем резерве клуба, а затем попал в основу главной команды, отметив свой дебют забитым голом. Однако он провёл за «Осасуну» всего 40 матчей, так как потом получил выгодное для себя предложение (родной клуб игрока выступал тогда в Сегунде) от соседей из «Атлетика». Тико дебютировал за свою новую команду 12 октября 1999 года в матче против «Малаги» (4:3). Всего в том сезоне футболист провёл 17 матчей (отметившись одним голом). С 2001 по 2006 годы Тико был твёрдым игроком основы, часто забивал со штрафных, диктовал игру. Но затем последовали травма и длительное восстановление после неё. За это время на позиции Роберто прекрасно играл Хави Мартинес, который, когда Тико восстановился после травмы, усадил его на скамейку. В августе 2008 года игрока отдали в аренду «Эйбару» из Сегунды. «Эйбар» вылетел, а Роберто вернулся в «Атлетик», которому был не нужен. В итоге футболист принял решение завершить карьеру.

## Карьера в сборной
После успешного выступления в сезоне 2001/02 Тико получив вызов в сборную Испании и принял участие в товарищеском матче против сборной Голландии. Однако на чемпионат мира так и не попал.